# Елизабет фон Сайн
Елизабет фон Сайн (на немски: Elisabeth von Sayn; * ок. 1275; † 1308) от новата линия фон Сайн на род Спонхайм, е графиня от Графство Сайн и чрез женитба графиня на Графство Диц.

## Произход
Тя е дъщеря на граф Готфрид I фон Спонхайм-Сайн († 1283) и съпругата му Юта фон Изенбург († сл. 1314), дъщеря на Хайнрих II фон Изенбург († сл. 1278) и графиня Мехтилд фон Хохщаден († сл. 1264). Сестра е на Йохан I фон Сайн († 1324), граф на Сайн, Енгелберт I фон Сайн († 1336), граф на Сайн-Хомбург, и Аделхайд фон Сайн.

## Фамилия
Елизабет фон Сайн се омъжва за граф Герхард III фон Диц († сл. 1306), син на граф Герхард II фон Диц († 1266) и Агнес фон Сарверден († сл. 1277). Те имат децата:
- Герхард IV (III/V) фон Диц (* ок. 1276; † сл. 1301/1307)
- Готфрид III фон Диц (* ок. 1280/1303; † сл. 1348), граф на Диц, принц на Фалендар, женен пр. 11 юни 1311 г. за Агнес фон Изенбург (* 1274)
- Юта († сл. 1343), метреса на Бирщайн
- Елизабет († сл. 1313)